# Lester Dubins
Lester Dubins (27 de abril de 1920 – 11 de fevereiro de 2010) foi um matemático estadunidense, conhecido principalmente por seu trabalho sobre teoria das probabilidades. Foi membro do corpo docente da Universidade da Califórnia em Berkeley de 1962 a 2004.
Lester Dubins obteve um doutorado em 1955 na Universidade de Chicago, orientado por Irving Segal, com a tese Generalized Random Variables.
Dentre seus alunos de doutorado consta Theodore Hill.

## Publicações
- Dubins–Spanier theorems
- Dubins, L. E. (1957). «On Curves of Minimal Length with a Constraint on Average Curvature, and with Prescribed Initial and Terminal Positions and Tangents». American Journal of Mathematics. 79 (3). 497 páginas. JSTOR 2372560. doi:10.2307/2372560
- Dubins, Lester E. (1957). «Conditional Probability Distributions in the Wide Sense». Proceedings of the American Mathematical Society. 8 (6): 1088–1092. JSTOR 2032685. doi:10.2307/2032685
- Dubins, Lester E. (1960). «Another Proof of the Four Vertex Theorem». The American Mathematical Monthly. 67 (6): 573–574. JSTOR 2309181. doi:10.2307/2309181
- Dubins, Lester E. (1960). «On Differentiation of Series Term-By-Term». The American Mathematical Monthly. 67 (8): 771–772. JSTOR 2308657. doi:10.2307/2308657
- Dubins, Lester E.; Savage, Leonard J. (1960). «Optimal Gambling Systems». Proceedings of the National Academy of Sciences of the United States of America. 46 (12): 1597–1598. JSTOR 70777. PMC 223086. PMID 16590787. doi:10.1073/pnas.46.12.1597
- Dubins, Lester E.; Morgenthaler, George W. (1961). «Inclusion of Detection in Probability of Survival Models». Operations Research. 9 (6): 782–801. JSTOR 167046. doi:10.1287/opre.9.6.782
- Blackwell, David; Dubins, Lester E. (1963). «Sharp Bounds on the Distribution of the Hardy-Littlewood Maximal Function». Proceedings of the American Mathematical Society. 14 (3): 450–453. JSTOR 2033819. doi:10.2307/2033819
- Dubins, Lester E.; Freedman, David A. (1965). «A Sharper Form of the Borel-Cantelli Lemma and the Strong Law». The Annals of Mathematical Statistics. 36 (3): 800–807. JSTOR 2238191. doi:10.1214/aoms/1177700054
- Dubins, Lester E.; Savage, Leonard J. (1965). «A Tchebycheff-Like Inequality for Stochastic Processes». Proceedings of the National Academy of Sciences of the United States of America. 53 (2): 274–275. JSTOR 72579. PMC 219506. PMID 16591259. doi:10.1073/pnas.53.2.274
- Dubins, Lester E.; Schwarz, Gideon (1965). «On Continuous Martingales». Proceedings of the National Academy of Sciences of the United States of America. 53 (5): 913–916. JSTOR 72837. PMC 301348. PMID 16591279. doi:10.1073/pnas.53.5.913
- Dubins, Lester E. (1966). «A Note on Upcrossings of Semimartingales». The Annals of Mathematical Statistics. 37 (3): 728–728. JSTOR 2238744. doi:10.1214/aoms/1177699469
- Dubins, Lester E.; Freedman, David A. (1966). «Invariant Probabilities for Certain Markov Processes». The Annals of Mathematical Statistics. 37 (4): 837–848. JSTOR 2238573. doi:10.1214/aoms/1177699364
- Dubins, Lester E.; Freedman, David A. (1966). «On the Expected Value of a Stopped Martingale». The Annals of Mathematical Statistics. 37 (6): 1505–1509. JSTOR 2238767. doi:10.1214/aoms/1177699142
- Dubins, Lester E.; Teicher, Henry (1967). «Optimal Stopping When the Future is Discounted». The Annals of Mathematical Statistics. 38 (2): 601–605. JSTOR 2239174. doi:10.1214/aoms/1177698978
- Dubins, Lester E. (1968). «A Simpler Proof of Smith's Roulette Theorem». The Annals of Mathematical Statistics. 39 (2): 390–393. JSTOR 2239033. doi:10.1214/aoms/1177698402
- Dubins, Lester E. (1968). «On a Theorem of Skorohod». The Annals of Mathematical Statistics. 39 (6): 2094–2097. JSTOR 2239305. doi:10.1214/aoms/1177698036
- Dubins, Lester E. (1972). «Sharp Bounds for the Total Variance of Uniformly Bounded Semimartingales». The Annals of Mathematical Statistics. 43 (5): 1559–1565. JSTOR 2240078. doi:10.1214/aoms/1177692388
- Dubins, Lester E. (1973). «Which Functions of Stopping Times are Stopping Times?». The Annals of Probability. 1 (2): 313–316. JSTOR 2959492. doi:10.1214/aop/1176996983
- Dubins, Lester E. (1974). «On Lebesgue-like Extensions of Finitely Additive Measures». The Annals of Probability. 2 (3): 456–463. JSTOR 2959178. doi:10.1214/aop/1176996660
- Dubins, Lester E.; Meilijson, Isaac (1974). «On Stability for Optimization Problems». The Annals of Probability. 2 (2): 243–255. JSTOR 2959222. doi:10.1214/aop/1176996706
- Blackwell, David; Dubins, Lester E. (1975). «On Existence and Non-Existence of Proper, Regular, Conditional Distributions». The Annals of Probability. 3 (5): 741–752. JSTOR 2959116. doi:10.1214/aop/1176996261
- Dubins, Lester E. (1975). «Finitely Additive Conditional Probabilities, Conglomerability and Disintegrations». The Annals of Probability. 3 (1): 89–99. JSTOR 2959267. doi:10.1214/aop/1176996451
- Dubins, Lester E.; Sudderth, William D. (1975). «An Example in which Stationary Strategies are not Adequate». The Annals of Probability. 3 (4): 722–725. JSTOR 2959335. doi:10.1214/aop/1176996312
- Dubins, Lester E. (1977). «Group Decision Devices». The American Mathematical Monthly. 84 (5): 350–356. JSTOR 2319963. doi:10.2307/2319963
- Dubins, Lester E. (1977). «Measurable, Tail Disintegrations of the Haar Integral are Purely Finitely Additive». Proceedings of the American Mathematical Society. 62 (1): 34–36. JSTOR 2041941. doi:10.2307/2041941
- Dubins, Lester E. (1977). «On Everywhere-Defined Integrals». Transactions of the American Mathematical Society. 232: 187–194. JSTOR 1998933. doi:10.2307/1998933
- Dubins, Lester E.; Sudderth, William D. (1977). «Persistently ?-Optimal Strategies». Mathematics of Operations Research. 2 (2): 125–134. JSTOR 3689649. doi:10.1287/moor.2.2.125. hdl:11299/199246
- Dubins, Lester E.; Gilat, David (1978). «On the Distribution of Maxima of Martingale». Proceedings of the American Mathematical Society. 68 (3): 337–338. JSTOR 2043117. doi:10.2307/2043117
- Dubins, Lester E.; Pitman, Jim (1979). «A Pointwise Ergodic Theorem for the Group of Rational Rotations». Transactions of the American Mathematical Society. 251: 299–308. JSTOR 1998695. doi:10.2307/1998695
- Dubins, Lester E.; Sudderth, William D. (1979). «On Stationary Strategies for Absolutely Continuous Houses». The Annals of Probability. 7 (3): 461–476. JSTOR 2243199. doi:10.1214/aop/1176995047
- Dubins, Lester E.; Pitman, Jim (1980). «A Divergent, Two-Parameter, Bounded Martingale». Proceedings of the American Mathematical Society. 78 (3): 414–416. JSTOR 2042335. doi:10.2307/2042335
- Dubins, Lester E. (1982). «A Zero-One, Borel Probability which Admits of No Countably Additive Extensions». Proceedings of the American Mathematical Society. 86 (2): 273–274. JSTOR 2043394. doi:10.2307/2043394
- Blackwell, David; Dubins, Lester E. (1983). «An Extension of Skorohod's Almost Sure Representation Theorem». Proceedings of the American Mathematical Society. 89 (4): 691–692. JSTOR 2044607. doi:10.2307/2044607
- Dubins, Lester E. (1983). «A Gloss on a Theorem of Furstenberg». Proceedings of the American Mathematical Society. 89 (3): 421–422. JSTOR 2045487. doi:10.2307/2045487
- Dubins, Lester E.; Heath, David (1983). «With Respect to Tail Sigma Fields, Standard Measures Possess Measurable Disintegrations». Proceedings of the American Mathematical Society. 88 (3): 416–418. JSTOR 2044985. doi:10.2307/2044985
- Dubins, Lester E.; Heath, David (1984). «On Means with Countably Additive Continuities». Proceedings of the American Mathematical Society. 91 (2): 270–274. JSTOR 2044640. doi:10.2307/2044640
- Dubins, Lester E. (1996). «The Gambler's Ruin Problem for Periodic Walks». Lecture Notes-Monograph Series. 30: 7–12. JSTOR 4355934
- Dubins, Lester E.; Gilat, David; Meilijson, Isaac (2009). «On the Expected Diameter of an L?-Bounded Martingale». The Annals of Probability. 37 (1): 393–402. JSTOR 30244283. arXiv:0807.3571. doi:10.1214/08-aop406
- Dubins, Lester E.; Savage, Leonard J. (1965). How to gamble if you must: inequalities for stochastic processes. Col: McGraw–Hill series in probability and statistics. [S.l.]: McGraw–Hill